# Karl Eduard Biermann
Karl Eduard Biermann (* 26. Juli 1803 in Berlin; † 16. Juni 1892 ebenda) war ein deutscher Maler.

## Leben
Eduard Biermann stammte aus einer Handwerkerfamilie. Nach einer Lehre an der Königlichen Porzellan-Manufaktur Berlin studierte er anschließend an der Berliner Akademie Dekorations- und Landschaftsmalerei u. a. bei Johann Karl Jakob Gerst und Karl Wilhelm Gropius. Zunächst war er als Porzellan- und Dekorationsmaler tätig, wandte sich dann aber ausschließlich der Landschaftsmalerei zu. Er gilt als einer der ersten Vertreter der landschaftlichen Aquarellmalerei in Berlin. Er war Mitglied der Berliner Freimaurerloge „Zum Pilgrim“.

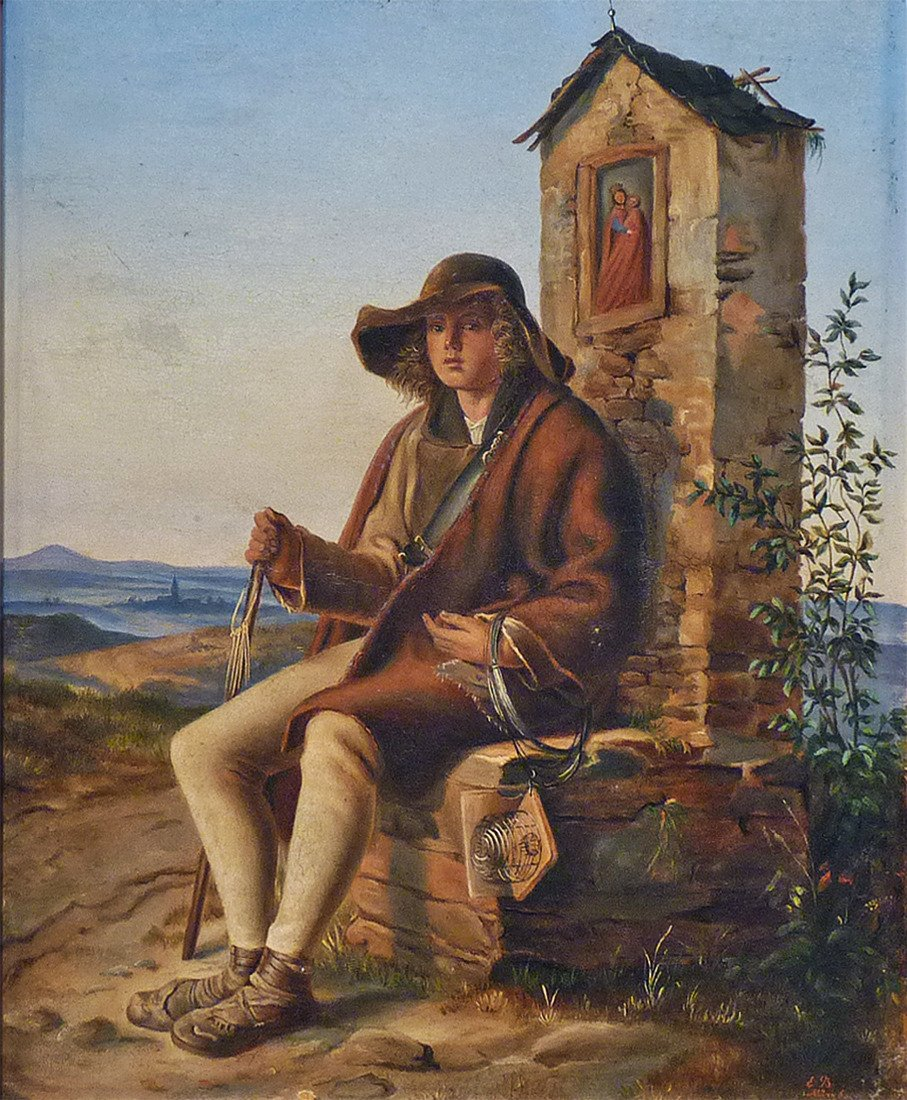
Der junge Trapper (1863)

Studienreisen führten ihn in den späten 1820er Jahren an den Rhein, in die Schweiz, nach Tirol und Italien. Die dort gewonnenen Eindrücke spiegelten sich in seinen Werken wider. Ab 1842 unterrichtete er Landschaftszeichnung an der Berliner Bauakademie und wurde 1844 zum Professor ernannt. Einer seiner Schüler war Hermann Gemmel. Ab 1847 beteiligte Biermann sich an der Ausmalung des Ägyptischen Hofes und des Griechischen Saales im Neuen Museum in Berlin.
Karl Eduard Biermann starb am 16. Juni 1892 im Alter von 88 Jahren in Berlin und wurde auf dem Alten St.-Matthäus-Kirchhof in Schöneberg beigesetzt. Das Grab ist nicht erhalten geblieben.

## Werke (Auswahl)
- Wohnzimmer der Kronprinzessin Elisabeth im Berliner Stadtschloss. Aquarell, 1828. Stiftung Preußische Schlösser und Gärten Berlin-Brandenburg
- Finstermünzpass in Tirol. 1830, Öl auf Leinwand, 95 × 72,5 cm. Nationalgalerie Berlin
- Wetterhorn. 1830, Nationalgalerie Berlin
- Kloster Burgeis in Tirol. 1832, Nationalgalerie Berlin
- Wasserfall bei Tivoli. 1832; Öl auf Leinwand (auf Pappe aufgezogen), 57,5 cm × 42 cm, SPSG
- Gegend bei Finstermünz (Tirol). 1834, Museum Wiesbaden
- Ansicht v. Florenz, 1834, Eremitage St. Petersburg
- Acht Szenen aus Goethes „Faust“. Lithografien von Karl Friedrich Schinkels Bühnenbildern zur Inszenierung des Fürsten Anton Radziwiłł und dessen Musik, Berlin 1836
- Ansicht von Potsdam mit Kasino und Garnisonskirche, Aquarell, 1842. Kunsthalle Bremen
- Das Krankenhaus Bethanien. Aquarell, 1846. 22,4 cm × 31,2 cm, SPSG, Potsdam
- Kopie Dom über einer Stadt nach Karl Friedrich Schinkel, Neue Pinakothek München
- Wandmalereien Neuen Museum in Berlin (ab ca. 1847)
  - Die Steinbrüche von Silfilis. Im Ägyptischen Hof
  - Die Obelisken in dem kleinen Tempelhof zu Karnak. Im Ägyptischen Hof
  - Vorhof des Tempels zu Edfu im Ägyptischen Hof
  - Die Insel Philae im Ägyptischen Hof
  - Syrakus im Griechischen Saal
- Borsig’s Maschinenbau-Anstalt zu Berlin. 1847, Öl auf Leinwand, 110 cm × 161,5 cm, Stiftung Stadtmuseum Berlin.
- Borsigsche Werkstatt am Oranienburger Tor. 1847, Aquarell.
- Potsdam-Sanssouci, Villa Illaire. Um 1849, Sepiatuschzeichnung, 18,4 cm × 27,2 cm, Stiftung Preußische Schlösser und Gärten Berlin-Brandenburg.

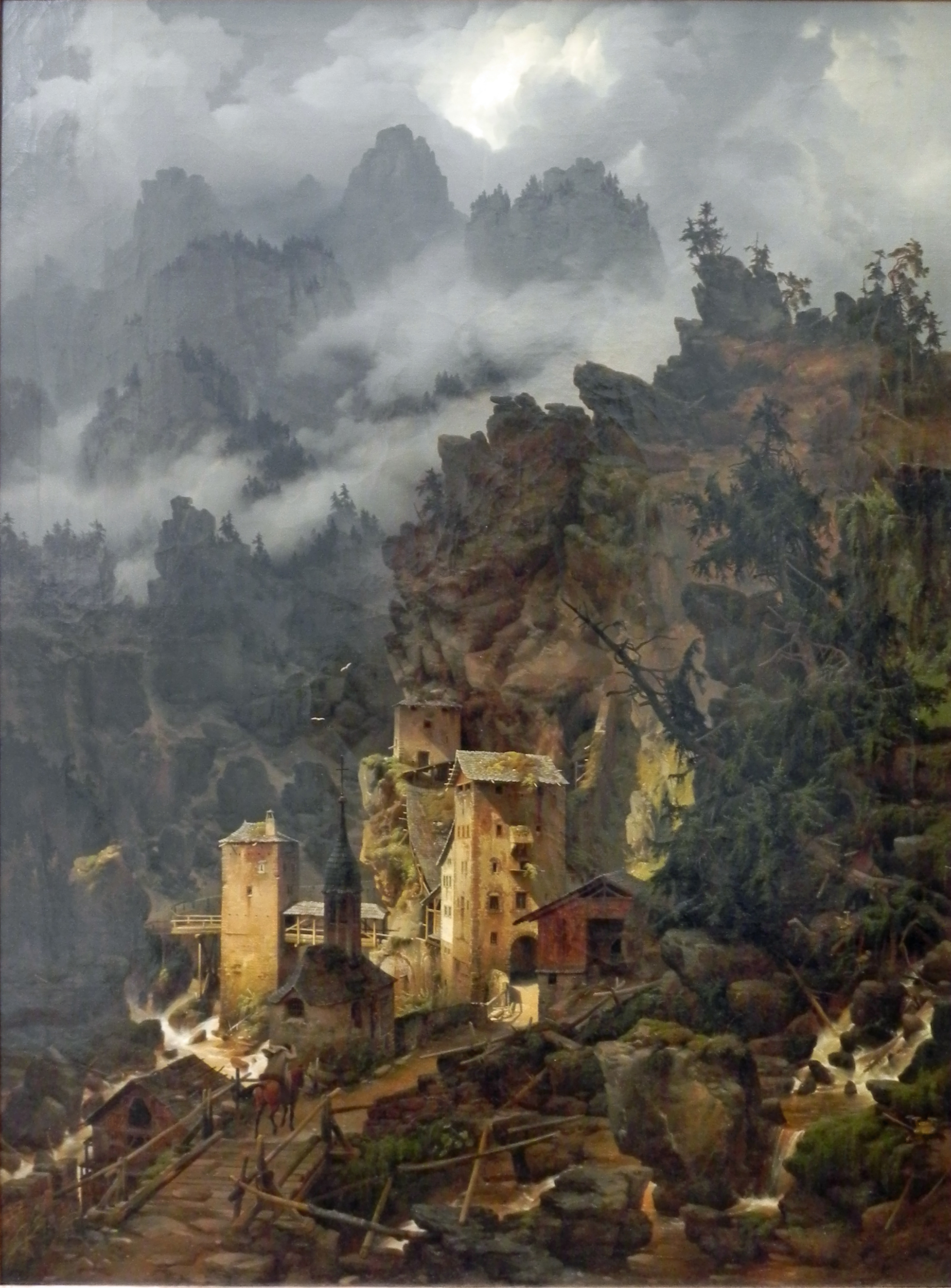
Der Finstermünzpass in Tirol (1830)
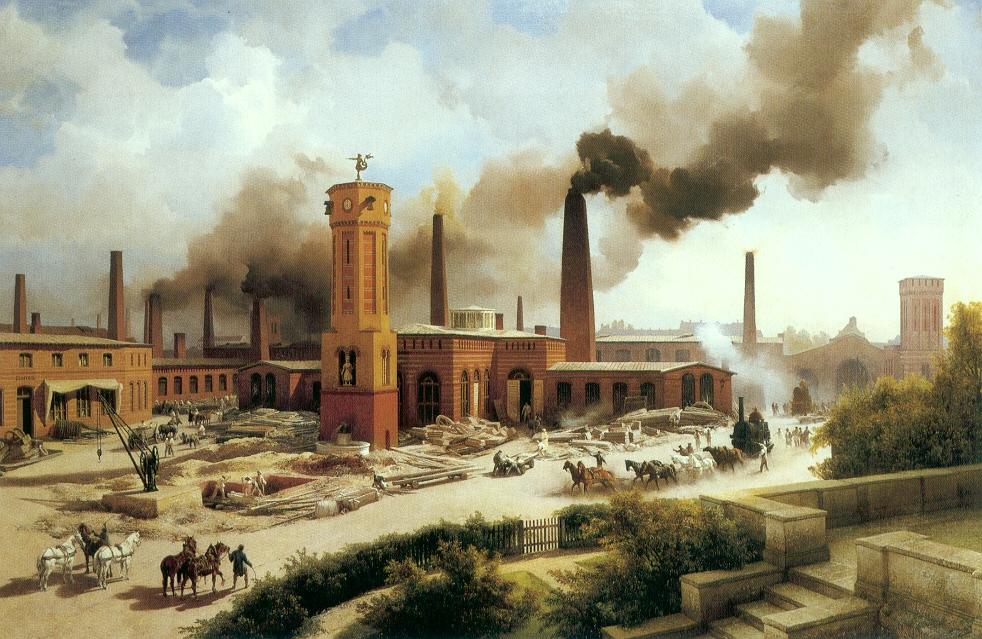
Borsig’s Maschinenbau-Anstalt zu Berlin (1847)
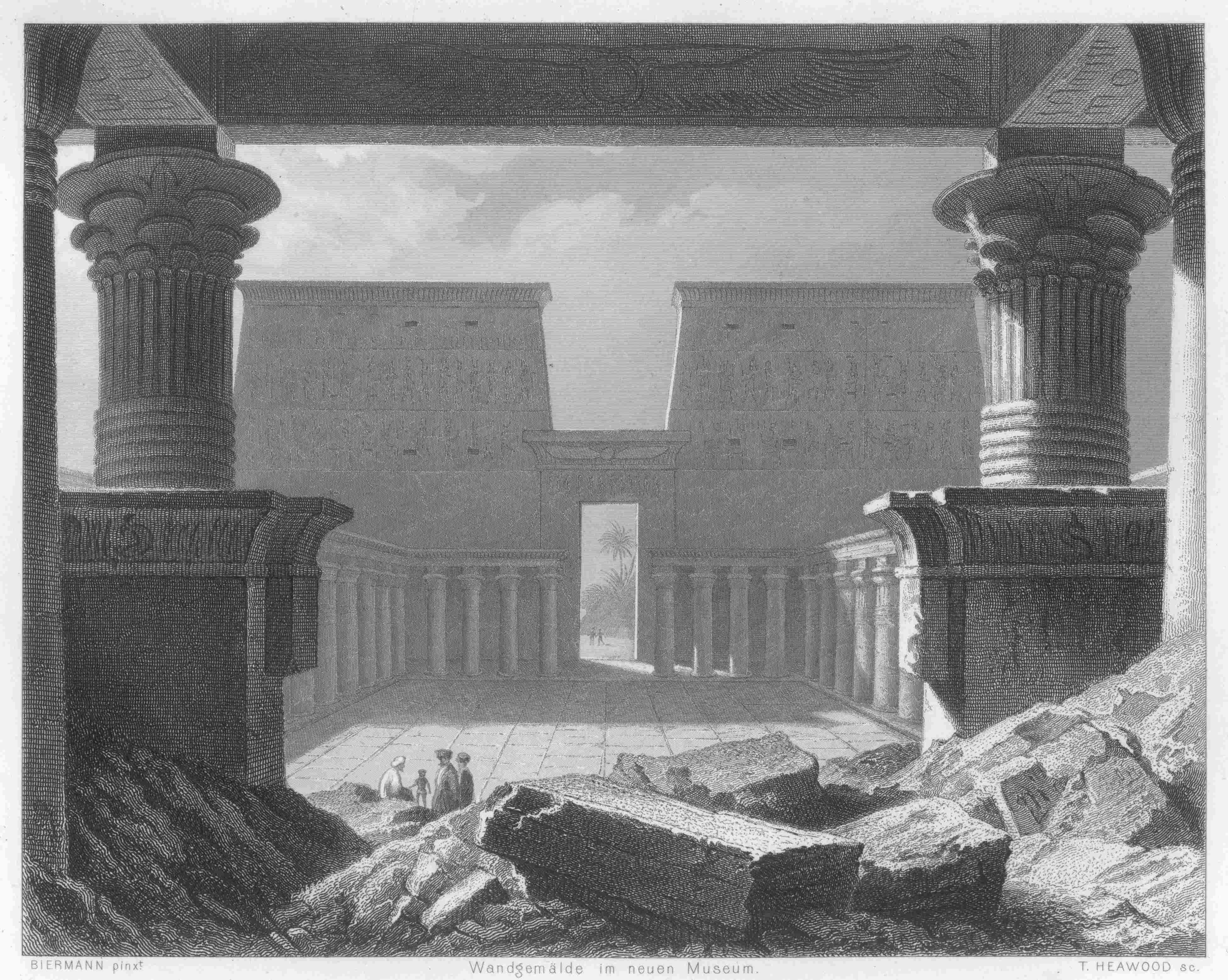
Der Vorhof des Tempels von Edfu, Stahlstich von T. Heawood nach Karl Eduard Biermann
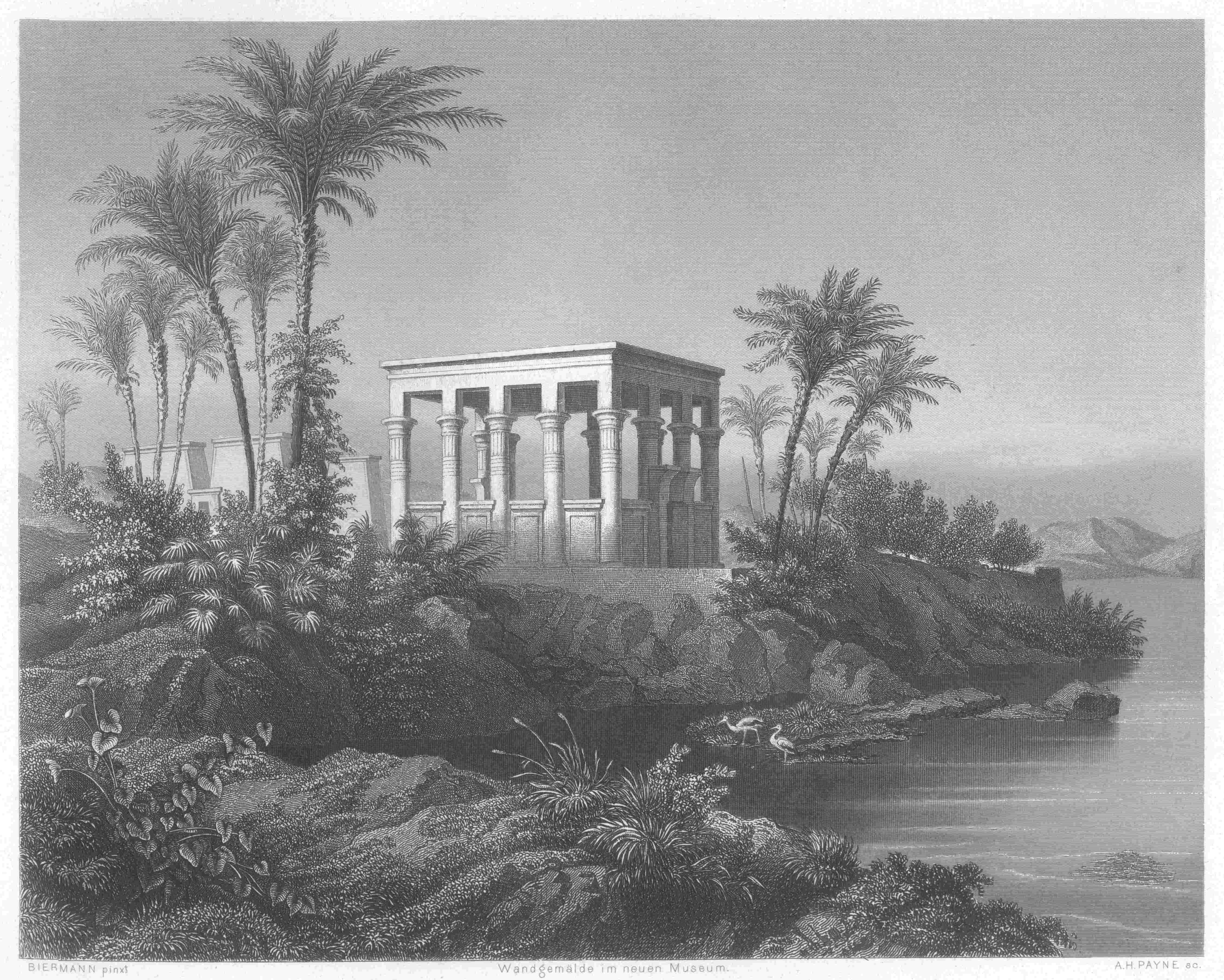
Die Insel Philae, Stahlstich von Albert Henry Payne nach Karl Eduard Biermann